# Canon de 10,5 cm SK L/40
Pour les articles homonymes, voir Canon de 105 mm.
Le canon de 10,5 cm SK L/40 (SK signifiant Schnelladekanone, canon à chargement rapide) est un canon naval allemand qui a été utilisé pendant la Première et la Seconde Guerre mondiale.